# Zirin
Zirin (arab. زرعين) – nieistniejąca już arabska wieś, która była położona w Dystrykcie Dżaninu w Mandacie Palestyny. Wieś została wyludniona i zniszczona podczas I wojny izraelsko-arabskiej, po ataku Sił Obronnych Izraela w dniu 28 maja 1948.

## Położenie
Zirin leżała pośrodku doliny Jezreel w południowej części Dolnej Galilei. Była położona na wysokości 100 metrów n.p.m., w odległości 11 kilometrów na północ od miasta Dżanin. Według danych z 1945 do wsi należały ziemie o powierzchni 2 392,0 ha. We wsi mieszkało wówczas 1 420 osób.
| własność gruntów | powierzchnia gruntów (hektary) |
| ---------------- | ------------------------------ |
| Arabowie         | 2 203,4                        |
| Żydzi            | 171,1                          |
| publiczne        | 17,5                           |
| Razem            | 2 392,0                        |

| Rodzaj użytkowanych gruntów | Arabowie (hektary) | Żydzi (hektary) |
| --------------------------- | ------------------ | --------------- |
| uprawy zbóż                 | 2 096,4            | 163,3           |
| nieużytki                   | 116,4              | 7,8             |
| zabudowane                  | 8,1                | 0               |

## Historia

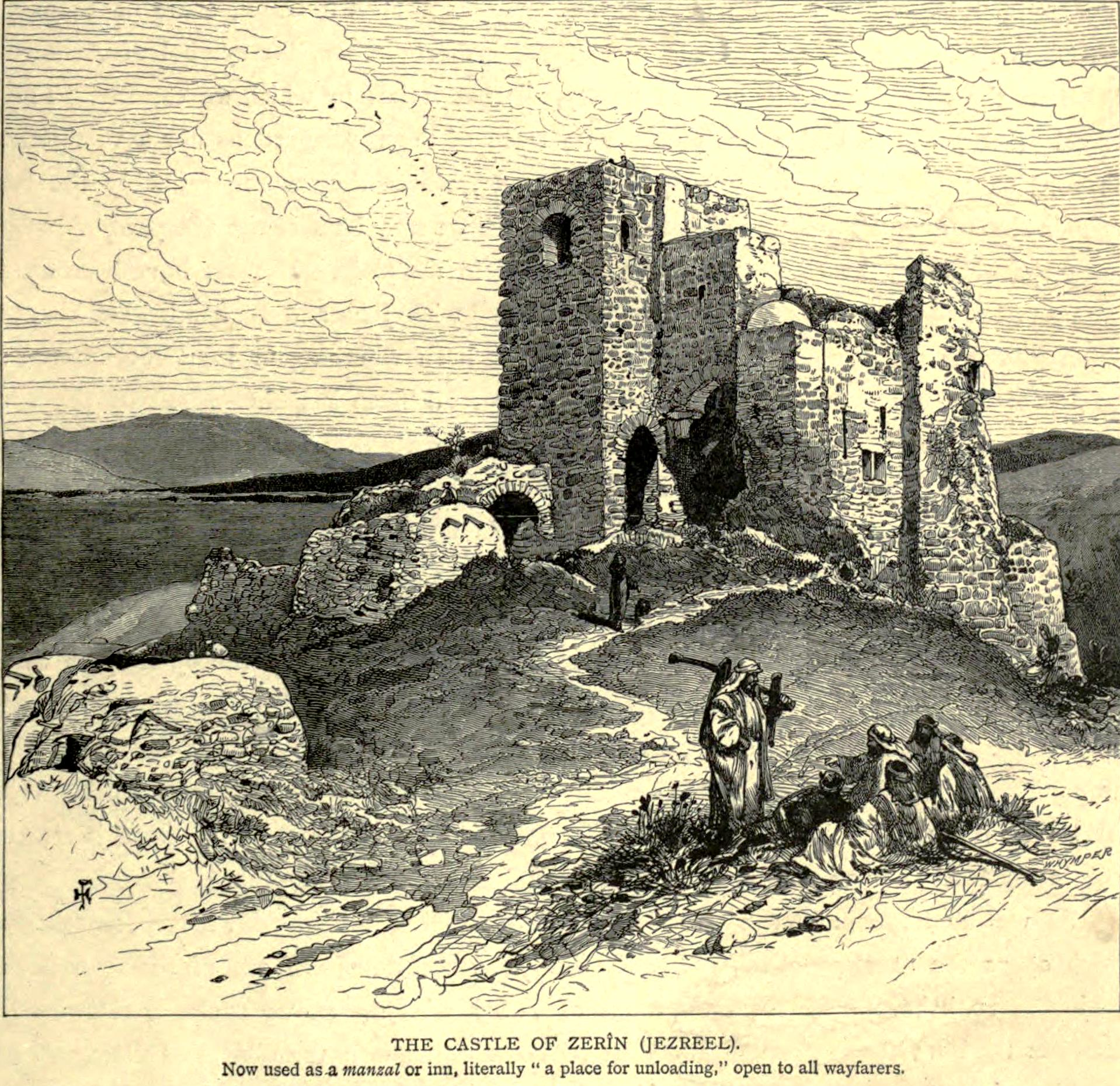
Zirin około 1880

Pierwotnie w okolicy tej znajdowało się starożytne miasto Jizreel. Po podboju muzułmańskim w VII wieku nazwę miejscowości zmieniono na Zirin. Krzyżowcy nazywali ją Le Petit Gerin. W 1517 Zirin zostało włączone do Imperium Osmańskiego. W owym czasie była to maleńka osada, licząca zaledwie cztery domy. Ich mieszkańcy utrzymywali się z upraw pszenicy i jęczmienia, oraz hodowli kóz i pasieki.
W okresie panowania Brytyjczyków Zirin była niewielką wsią. We wsi znajdował się meczet i jedna szkoła dla chłopców.
Przyjęta 29 listopada 1947 Rezolucja Zgromadzenia Ogólnego ONZ nr 181 przyznała te tereny państwu żydowskiemu. Wieś Zirin znalazła się pośrodku terytoriów żydowskich. Była to szczególnie ważna strategicznie pozycja, która umożliwiała atakowanie głównych szlaków komunikacyjnych przechodzących przez dolinę Jezreel. Z tego powodu, od samego początku wojny domowej w Mandacie Palestyny we wsi stacjonowały siły Arabskiej Armii Wyzwoleńczej. Zmusiło to żydowską organizację paramilitarną Hagana do wzmocnienia swojej obecności w tym rejonie i chronienia konwojów jadących z zaopatrzeniem do żydowskich osiedli. Siły Palmach przeprowadziły 20 kwietnia 1948 nieudaną próbę zajęcia wioski. Po tym ataku z Zirin uciekły wszystkie kobiety i dzieci. Podczas wojny o niepodległość, w dniu 28 maja 1948 izraelska armia rozpoczęła operację Erez, w trakcie której zajęto wieś Zirin. Większość jej domów wysadzono w powietrze.

## Miejsce obecnie
W miejscu wsie w 1948 powstał kibuc Jizre’el.
Palestyński historyk Walid Chalidi, tak opisał pozostałości wioski Zirin: „Pozostał tylko jeden budynek. Jest on porośnięty trawą, cierniami i kaktusami, pomiędzy którymi są widoczne stosy kamieni. Na miejscu został wzniesiony izraelski pomnik, otoczony drzewami”.